# 359 (szám)
A 359 (római számmal: CCCLIX) egy természetes szám, prímszám.

## A szám a matematikában
A tízes számrendszerbeli 359-es a kettes számrendszerben 101100111, a nyolcas számrendszerben 547, a tizenhatos számrendszerben 167 alakban írható fel.
A 359 páratlan szám, prímszám. Biztonságos prím. Mírp. Pillai-prím.
Szigorúan nem palindrom szám.
Normálalakban a 3,59 · 102 szorzattal írható fel.
A 359 négyzete 128 881, köbe 46 268 279, négyzetgyöke 18,94730, köbgyöke 7,10719, reciproka 0,0027855. A 359 egység sugarú kör kerülete 2255,66353 egység, területe 404 891,60279 területegység; a 359 egység sugarú gömb térfogata 193 808 113,9 térfogategység.